# Irina Konstantinova-Bontemps
Pour les articles homonymes, voir Konstantinova et Bontemps.
Irina Konstantinova-Bontemps, née Ирина Константинова le 10 juillet 1976 à Sofia, est une véliplanchiste bulgare, sélectionnée olympique. 

## Biographie
Elle est la femme de Julien Bontemps, double champion d'Europe et double champion du monde et tout comme elle, sélectionné olympique.
La vie fait que Irina vie en France, mais elle n’a jamais quitté son club Lazur Varna et elle a toujours participé aux compétitions sous le drapeau de sa Bulgarie natale.

## Palmares
En 2000, elle s'est classée 24e aux jeux de Sydney.
En 2004, elle s'est classée 19e aux jeux d'Athènes.
En 2008, elle s’est classée  12e aux JO de Pekin.
En 2010, elle a eu son premier enfant et l’année suivante elle a réussi de gagner les qualifications pour les JO de Londres 2012.
Sa carrière sportive se termine en 2012 après les JO.
Irina reste la seule bulgare avoir représenté la voile a 4 quatre Jeux Olympiques et avoir remonté dans le ranking au 7 eme mondiale (août 2009). Elle a eu une longue carrière sportive sous le drapeau bulgare et le fameux numéro BUL 14.